# John B. Stanbury
John Bruton Stanbury (* 15. Mai 1915 in Clinton, North Carolina; † 6. Juli 2015 in Westwood, Massachusetts) war ein US-amerikanischer Mediziner (Endokrinologie, Public Health).
Stanbury studierte an der Duke University (Bachelor 1935) und an der Harvard Medical School (HMS) mit dem M. D. Abschluss 1939. Danach schloss sich eine Facharztausbildung (Internship) am Massachusetts General Hospital an (House Officer 1941/42). Nach fünf Jahren Militärdienst im Zweiten Weltkrieg setzte er seine Ausbildung 1948/49 am Massachusetts General Hospital (MGH) fort als Chief Resident. Gleichzeitig forschte er in Pharmakologie an der Harvard Medical School. Danach war er Arzt am MGH und ab 1949 Leiter der Schilddrüsen Klinik und des  zugehörigen Labors (Thyroid Clinic). Ab 1956 war er außerdem Assistant Professor und später Associate Professor an der HMS und ab 1966 Professor am Massachusetts Institute of Technology (MIT). Ab 1981 ging er in den (aktiven) Ruhestand und war bis 1986 Senior Physician am MGH.
Stanbury forschte ab 1949 an Krankheiten der Schilddrüse, zunächst an Erbkrankheiten, die mit dem Mangel an verschiedenen Enzymen verbunden waren, die mit der Synthese oder Steuerung der Schilddrüsenhormone verbunden waren. 1951 schrieb er darüber mit Kollegen ein Lehrbuch. Im selben Jahr leitete er eine Studie über die Epidemiologie von Jodmangel in Argentinien. Danach leitete er ein Projekt der Pan American Health Organization und der WHO zur Prävention von Jodmangel in Südamerika. Außerdem zeigte er mit Kollegen, dass Jodmangel während der Schwangerschaft zu geistiger Behinderung und Lernbehinderungen von Kindern bis hin zum Kretinismus führen kann. Stanbury war Mitgründer des International Council for the control of Iodine Deficiency Disorders (ICC-IDD). Er beriet in diesen Fragen WHO, UNICEF und andere Organisationen.
Er war Ehrendoktor der Universitäten Leiden und Pisa. 1965 wurde er in die American Academy of Arts and Sciences gewählt. 1993 erhielt er den Prinz-Mahidol-Preis.

## Schriften
- mit James B. Wygaarden, Donald S. Fredrickson: The metabolic basis of inherited diseases. 3. Auflage, McGraw Hill, 1972 (zuerst 1951, 5. Auflage 1983 bearbeitet von Michael S. Brown, Joseph L. Goldstein)
- mit Basil S. Hetzel, John T. Dunn: Prevention and control of iodine deficiency disorders. Elsevier, Amsterdam, New York 1987
- mit Geraldo Medeiros Neto: Inherited disorders of the thyroid system. CRC Press, Boca Raton 1994
- mit Basil Hetzel (Herausgeber): Endemic goiter and endemic cretinism: iodine nutrition in health and disease. Wiley, New York 1980
- Endemic goiter - the adaptation of man to iodine deficiency. Harvard University Press, 1954, 1982 (mit Gordon Lee Brownell)
- A constant ferment: a history of the Thyroid Clinic and Laboratory at Massachusetts General Hospital, 1913-1990. Ipswich Press, 1991